# السيد عبد العزيز سالم
السيد عبد العزيز سالم مؤرخ مصري مختص في الاُثار الإسلامية،  ولد عام 1928م بمدينة طنطا بمصر وتوفي عام 2009،

## سيرته
ولد السيد محمود عبد العزيز سالم في مدينة طنطا 28 ديسمبر 1928، في عائلة عريقة تمتد جذورها إلى مركز أبو كبير بمحافظة الشرقية لأب كان يعمل موظفاً بوزارة العدل وكان له ابن عم يدعى «السيد محمود سالم» عين وزيرا في أول وزارة بعد حركة 23يوليو1952 وزارة على ماهر باشا، تعلم في مدارس طنطا، إلى أن حصل على البكالوريا ثم التحق بقسم الآثار في كلية الآداب جامعة فاروق الأول (الإسكندرية) حتى حصل على الليسانس منها عام 1950، وكانت تعج بكوكبة من الأساتذة منهم: الأستاذ عبد الحميد بك العبادى، والدكتور جمال الدين الشيال، والدكتور عزيز سوريال عطية، وغيرهم..ثم يسافر إلى أسبانيا ويحصل هناك على دبلوم الآثار الإسلامية من مدرسة العمارة جامعة مدريد 1952 ومن أشهر أساتذته العالم الأثرى الكبير «توريس بلباس» الذي استفاد منه كثيراً بعد ذلك عندما ألف كتابه الفريد «تاريخ مدينة المرية الإسلامية» وخصوصاً بحثيه «جامع ألمرية» و«ألمرية الإسلامية»، ولما ألغى قسم الآثار وكانت أمنيته أن يعمل في الحقل الأكاديمى فيه فعمل مفتشاً للآثار بالقاهرة، ولم يقف طموحه عند هذا الحد فصمم أن يواصل مشواره العلمى فقرر الذهاب إلى باريس ليحصل على «الدكتوراه» من جامعة السربون عام 1957، وعند عودته عين مدرساً للتاريخ الإسلامى في كلية البنات جامعة عين شمس بين عامى 1958و1959، بدعم من الأستاذة الدكتور سيدة إسماعيل كاشف، انتقل بعدها إلى كلية الآداب جامعة الإسكندرية، التي ظل بها إلى نهاية حياته، ووقع في غرام الإسكندرية مثل غيره من المؤرخين مثل الدكتور الشيال التي كتب عنها أكثر من مصنف وقد تدرج في المناصب فصار رئيسا لقسم التاريخ والآثار الإسلامية 1981، وأعير بعد ذلك إلى جامعة بيروت العربية، وعمل أستاذا زائراً بالعديد من الجامعات العربية والأجنبية..
وخلال رحلته العلمية الطويلة نال الدكتور السيد عبد العزيز سالم العديد من مظاهر التكريم في مصر وخارجها فنال جائزة الدولة التشجيعية في التاريخ والآثار عن كتابه «قرطبة حاضرة الخلافة الأموية بالأندلس» في عام 1974، ووسام العلوم والفنون المصري من الطبقة الأول عام 1975، ووسام ووشاح الملك «ألفونسو العاشر» العالم، منحته له وزارة التعليم الأسبانية تقديراً لجهوده في خدمة التراث الإسلامي الأندلسي في 1981، ونوط «مانويل دي فايا» أهداه كونسر فاتوار قادس بأسبانيا عام 1979، وجائزة التقدير العلمي لجامعة الإسكندرية عام 1987، كما كان عضوا بالعديد من الجمعيات والهيئات العلمية: شارك سيادته في العديد من العضويات بالجمعيات والهيئات والأكاديميات العلمية في مصر والخارج.

## مؤلفاته
أثرى الدكتور السيد عبد العزيز سالم المكتبة العربية بعشرات الكتب ومئات الأبحاث المتخصصة، فقد كان غزير الإنتاج واتقن العديد من اللغات الحية مثل العربية والأسبانية والإنجليزية والفرنسية، وكان لرحلاته ودراسته في أسبانيا ثم عمله مديراً لمعهد الدراسات الإسلامية في مدريد لسنوات، جعله قريباً من المكتبات التي تحوى النفائس فساعده هذه في كتبه وأبحاثه، كما زار أماكن الأحداث وعاينها، لذا جاءت دراساته في الأندلسيات عميقة استفاد منها الباحثون في مصر وخارجها، وقد تنوعت دراساته لتشمل عصورا عديدة من التاريخ الإسلامى تاريخ العرب قبل الإسلام وتاريخ الدولة العربية في عصورها الأولى والتاريخ الأيوبى والمملوكى.

## في تاريخ المغرب والأندلس
«المساجد والقصور في الأندلس»، دار المعارف بمصر 1958، و«تاريخ المسلمين وآثارهم في الأندلس»، دار المعارف لبنان 1962، «تاريخ مدينة المرية الإسلامية قاعدة أسطول الأندلس»، بيروت 1969، و«تاريخ البحرية الإسلامية في المغرب والأندلس»، بيروت 1969، و«قرطبة حاضرة الخلافة الأموية في الأندلس»، بيروت 69/1971 (جزآين)، «المغرب الإسلامي» (في جزآين)، مكتب الشعب 1960.

## كتب في العصور الإسلامية المختلفة
«المآذن المصرية: أصلها وتطورها حتى الفتح العثماني»، مصلحة الآثار المصرية ـ القاهرة 1959، و«بيوت الله مساجد ومعاهد» ـ دار الشعب 1959، و«تاريخ العرب قبل الإسلام»، الإسكندرية 1967، و«تاريخ الدولة العربية»، بيروت 1969، و«طرابلس الشام في التاريخ الإسلامي، الدار القومية بالإسكندرية 1967»، و«تاريخ البحرية الإسلامية في مصر والشام»، بيروت 1972، و«تاريخ الدولة العباسية (العصر العباسي الأول)» الإسكندرية 1980، و«دراسات في التاريخ والحضارة الإسلامية والآثار الإسلامية»، بيروت 1992 (في مجلدين).

## في الترجمة
كما عرف الدكتور سالم أهمية الترجمة فنقل عن اللغات الغربية كتابين مهمين أولهما عن الفرنسية «الإسلام في المغرب والأندلس» تأليف المستشرف الفرنسى الحجة في التاريخ الأندلسى «ليفي بروفنسال» بالاشتراك مع الأستاذ محمد صلاح الدين حلمي، القاهرة 1958. وثانيهما «الفن الإسلامي في أسبانيا منذ الفتح الإسلامي حتى عصر المرابطين» تأليف المستشرق الأسبانى جومث مورينو بالاشتراك مع الدكتور لطفي عبد البديع، القاهرة 1959.
كما كتب الدكتور السيد عبد العزيز سالم مئات المقالات في التاريخ الإسلامي في الأندلس وفي التراث الإسلامي بدائرة معارف الشعب تحت عنوان «الأندلس» أعداد 61,64,67 وتشتمل هذه الدراسات على: ـ
1- قواعد الأندلس العظمى وأهم مدنها تاريخيا وأثرياً.
2. العمارة الإسلامية في الأندلس وتأثيرها علي العمارة المسيحية في أسبانيا وفرنسا علي العمارة الإسلامية في المغرب والجزائر وتونس ومصر.
3. الفنون الصناعية في الأندلس.
4. نظم الحكم والإدارة في الأندلس.
5. شخصيات أندلسية: طارق بن زياد ـ موسي بن نصير ـ عبد الرحمن الداخل ـ هشام الرضا ـ الحكم الربضي.

## مقالاته
-عشرات المقالات بمجلة (المجلة) من سنة 1957:1961.
- بعض المصطلحات العربية للعمارة الأندلسية بحث منشور بمجلة المعهد المصري للدراسات الإسلامية بمدريد 1957 .
- مسجد المسلمين بطليطلة بحث منشور بمجلة كلية الآداب جامعة الإسكندرية 1958.
- طرابلس: تاريخها وآثارها الإسلامية الموسم الثقافي لجمعية مكارم الأخلاق الإسلامية – لبنان 1963-1964.
- واقعة الأرك خاتمة الانتصارات الإسلامية في أسبانيا مجلة العلوم – بيروت – يوليو 1964.
-الآثار الإسلامية في دير سانت كاترين بطور سيناء مجلة العلوم – بيروت 1965 –
-التأثيرات العراقية في البناء الحضاري الأندلسي مقال في كتاب المؤتمر الدولي الأول للتاريخ في بغداد 1973.
- تطور العمارة في الأندلس مجلة عالم الفكر، الكويت 1974.
- أضواء حول مشكلة تاريخ أشبيلية في العصر الإسلامي- مجلة معهد الدراسات الإسلامية بمدريد 1977.
- البحرية المصرية في عهد الدولة الفاطمية. مع عدد كبير من الأبحاث بلغات أجنبية.

## مؤرخ المدن الإسلامية
جريا على منهج بعض المؤرخين القدامى تناول الدكتور السيد عبد العزيز سالم دراسة تاريخ وحضارة بعض المدن والحواضر الإسلامية في العصر الوسيط سواء في مصر أو الأندلس أو بلاد الشام، وقد حظيت الإسكندرية بنصيب الأسد في رأس اهتمامته، فهى المدينة التي تعلم فيها وظل يرتقى الوظائف والمناصب في جامعتها حتى رحيله، بل تولى تدريس مادة تاريخ الإسكندرية التي استحدثت في قسم التاريخ بكلية الآداب في نهاية الخمسينيات من القرن الماضى، وقد تميزت بمكانة رفيعة قديماً وحديثاً، وقد زاها العديد من المؤرخين والمفكرين وبهرهم تخطيطها ونظام شوارعها، فامتدحوا مبانيها وعبروا عن إعجابهم بروائعها ووصفوا عمرانها الزاهر وآثارها العظيمة التي احتفظت بها الإسكندرية في العصر الرومانى والعصور الوسطى، وكان ممن زارها ووصفها المؤرخ «بوليبيوس» في العصر اليونانى، والجغرافى «سترابون» في بداية العصر الرومانى. أما في العصر الإسلامى فقد كانت مركزاً من مراكز الرحلة من عجائب وغرائب، فزارها في هذا العصر جمهور من الرحالة المسلمين والمسيحيين على السواء، سحرهم بياض أبنيتها ونظافة شوارعها واستقامتها، وكثرة آثارها وسجلوا إعجابهم بهذه الاثار في كل ما كتبوه من تواليف.
ثم يكتب كتابه «تاريخ مدينة ألمرية الإسلامية قاعدة أسطول الأندلس» الذي طبع لأول مرة في بيروت عام 1969م وكان في الأصل بحثا صغيرا نشر عام 1958، ثم عاد بعد إحدى عشر سنة ليصدر كتاباً عنها وألمرية مدينة إسلامية البناء محدثة، أنشأها الخليفة عبد الرحمن الناصر في سنة 344هـ ولم يأل جهداً في تحسينها والاهتمام بشئونها، وقدر لهذه المدينة أن تلعب دوراً هاماً في تاريخ الأندلس، فقد كانت أعظم قواعد الأسطول الأندلسى في عصر الخلافة الأموية وعصر الطوائف، كما أنها كانت المركز الأول للتجارة البحرية مع أقطار البحر المتوسط الغربى والشرقى في آن واحد، كذلك لعبت ألمرية دورا سياسياً في عهد ملوك الطوائف وهو دور لا يقل بحال من الأحوال عن الدور الذي لعبته إشبيلية في عهد الموحدين أو قرطبة في عصر الخلافة وكانت المنفذ الوحيد لمدينة غرناطة، بعد أن تقلص ملك الإسلام في الأندلس واصبح يقتصر على مملكة غرناطة فإليها كانت تصل الإمدادت من بلاد المغرب في القرنين الثامن والتاسع الهجريين.وعليها كانت تعتمد غرناطة في وصول المجاهدين المغاربة لذلك كان سقوط ألمرية في أيدى القشتاليين سنة 895هـ - 1490م نذيرا بسقوط غرناطة آخر معقل للإسلام في الأندلس. وقد شحت الدراسات قبله عن هذا الثغر الأندلسى العريق اللهم من أبحاث ومقالات لا تشفى الغليل ولا تتناسب بأى حال من الأحوال مع الدور الحيوى التي لعبته ألمرية في التاريخ الأندلسى لذلك حرص على دراسة تاريخ المرية دراسة شاملة ورسم صورة كاملة عن حضارتها في العصر الإسلامى.
وجريا على هذا المنهج كتب مصنفه الكبير«قرطبة حاضرة الخلافة الأموية في الأندلس»، في جزاين هذا المدينة التي ضارعت بغداد زمن الخلافة الأموية في الأندلس وتعرض للجوانب التاريخية والعمرانية من مدينة قرطبة واسهب عند الحديث مسجد قرطبة العظيم وبلغت صفحات هذا الجزء 140صفحة، كما تعداها إلى قصور الزاهرة والعامرية وآثار قرطبة الأخرى كما تحدث عن الجوانب الفكرية والعلمية.

## من حياته الجامعية
أثناء عمله في جامعة بيروت العربية قرر أن يساهم بنصيب في تعريف الباحثين بعبقرية مدينين من مدن الشام هما مدينة صيدا ومدينة طرابلس، فخص كل منهما بكتاب، وخصص لمرحلة الحروب الصليبية قسما مهما من هذه الدراستين ويلاحظ عدم اقتصاره على الجوانب السياسية والحربية بل اهتم بإبراز الأوضاع الحضارية تكملة للمشهد التاريخى العام.
ولم يقف عند هذا الحد بل حرر مواد الأندلس وطليطلة وإشبيلية وماردة وسرقسطة وغرناطة ومرسية وقرطبة في دائرة معارف الشعب عدد16 سنة 1958.

## مؤرخ الآثار وآثرى المؤرخين
تخرج الدكتور السيد عبد العزيز سالم قسم الآثار بتفوق وحصل على شهادة عليا من مدرسة الآثار في جامعة مدريد، وعاد إلى مصر وكله أن أمل أن يلتحق بسلك التدريس في قسم الآثار وكانت الصدمة أن ألغى القسم فعمل مفتشا للآثار ولكن الوظيفة لم ترو ظمأه ولم يتحقق من خلالها طموحاته وذلك بفعل الروتين القاتل الذي يسيطر على هيئات الآثار في مصر، فيمم شطره نحو باريس - كما أسلفنا- ويعين مدرسا للتاريخ الإسلامى والحضارة الإسلامية في جامعة عين شمس ثم في جامعة الإسكندرية، ولم ينس الدكتور سالم تخصصه القديم فطعم مادته التاريخية بمعلومات أثرية تدل على خبرته الواسعة في هذا المجال ولاحظناه في كتبه ومقالاته العديدة مثل: «المساجد والقصور في الأندلس»، و«تاريخ المسلمين وآثارهم في الأندلس»، «المآذن المصرية: أصلها وتطورها حتى الفتح العثماني»، وعند دراسته لتاريخ المدن الأندلسية أو الشامية خصص فصلا في هذه الكتب عن أثرية هذه المدن مثل، «تاريخ مدينة المرية الإسلامية قاعدة أسطول الأندلس»، و«قرطبة حاضرة الخلافة الأموية في الأندلس»، وتاريخ مدينة صيدا، كما خص «دائرة معارف الشعب» التي كانت تصدر في الخمسينيات والستينيات بمقالات عن تاريخ الأندلس ومدنه وحصارته وآثاره في أسلوب سهل ممتنع يبتعد عن التعقيد فاستفاد منه المتخصص والقارئ العادى.
ولعل الدكتور السيد عبد العزيز سالم من الأساتذة القلائل الذين جمعوا بين دراسة الآثار والتاريخ العام، ففى كتابه «المساجد والقصور في الأندلس» الذي صدرت طبعته الأولى عن سلسلة أقرأ بدار المعارف 1958، ثم صدرت طبعته الثانية عن مؤسسة شباب الجامعة بالإسكندرية 1986، يتحدث عن مسجد قرطبة معتمداً على منهج المعاينة فيصف المسجد وصفاً معمارياً دقيقاً مع الحديث عن مراحل بناء المسجد عبر العصور المختلفة وحديث المؤرخين والجغرافيين العرب ووصفهم لهذه التحفة المعمارية التي مازالت تتحدى الزمن، ثم يستخدم نفس المنهج في حديثه عن المساجد الأخرى مثل المسجد الأموى الجامع بإشلبيية الذي بناه القاضى عمر بن عدبس سنة 214هـ، وقد رأى في المتحف الأهلى للآثار بمدينة إشبيلية بدن عمود من الرخام الرمادى ارتفاعه 3.17م وقطره 0.42م فيه نقش كوفى قديم أشبه شئ بحز السكين نصه: «يرحم الله عبد الرحمن بن الحكم الأمير العدل المهتدى الآمر ببنيان هذا المسجد على يدى عمر بن عدبس قاضى إشبيلية في سنة أربعة عشر ومائتين وكتب عبد البر بن هارون». وقد قرأ هذا النص ابن صاحب الصلاة مؤرخ دولة الموحدين، مع تحريف بسيط في مدونته عن إشبيلية في عهد الموحدين، وذكر أنه «وجد في السارية التي في البلاط الثانى من جهة الشرق المقابل لمحراب جامع العدبس» ويعتبر هذا النص على حد قول توريس بلباس أقدم نقش عربى معروف في أسبانيا..ويعرج بنا الدكتور سالم في ثنايا التاريخ وتطور بناء مسجد إشبيلية حتى عصر أبى يوسف يعقوب المنصور الذي أمر بترميمه وبناء المئذئة التي لم يوجد مثلها في الكون في هذا العصر، ويضيف الدكتور سالم «ولما سقطت إشبيلية على يد فرناندو الفونس تحول المسجد إلى كنيسة تحمل اسم سان سلفادور ثم أصيبت المئذنة في 24 أغسطس 1356م، ثم هدم المسجد بأكمله ماعدا المئذنة سنة 1671م ووضع حجر الأساس ودام بنائها عام 1712م، وكل ما تبقى من المسجد لا يعدو الجزء الأدنى من البرج حتى ارتفاع 9.50م وطريقة بناء هذا الجزء تشبه بناء قصبة ماردة التي بناها الأمير عبد الرحمن الأوسط».

## وفاته
وبعد رحلة علمية حافلة توفى الدكتور السيد عبد العزيز سالم في يوم الأربعاء العاشر من شهر رمضان الكريم 1424هـ الموافق الخامس من نوفمبر 2003م وقد شيعه رفقائه وتلاميذه إلى مثواه الأخير.